# Carolina, humillada
Carolina, humillada es el décimo capítulo de la cuarta temporada de la serie de televisión argentina Mujeres asesinas. Este episodio se estrenó el día 11 de marzo de 2008.
Este episodio cuenta con María Abadi, en el papel de asesina.

## Desarrollo

### Trama
"Mendoza" (Luis Machín) es un hombre muy violento y dominante, que abusa sexualmente de su hija adolescente Carolina (María Abadi) desde que ella tenía 5 años. Su pareja, Celia, es una mujer muy sumisa, víctima también de los constantes golpes y agresiones que le propina en forma reiterada su marido. Los feroces ataques han diezmado sus fuerzas y ya no puede detener tamañas embestidas, de las que además comienzan a ser blanco sus dos pequeños hijos. Carolina hará lo imposible por proteger a sus hermanos menores, temiendo que ellos repitan su triste y amarga historia. Pero las cosas no le son sencillas. Tanto ella como su madre desconocen qué camino tomar para acabar con tanto sufrimiento. Luego de una terrible golpiza, Celia se anima a hacer la respectiva denuncia; pero los contactos de “Mendoza” con los jefes policiales permiten que sea liberado en dos días. Dominada por el odio y la impotencia, Carolina decidirá poner punto final a todos los abusos de su padre, aunque eso implique hacer uso de medidas sumamente drásticas. Al dispararle a su padre, el vive pero muere de Septicemia tiempo después.

### Condena
Mendoza murió de Septicemia, un mes después. Carolina fue sobreseída. La jueza de menores a cargo determinó que ella y sus hermanos siguieran viviendo con su madre.

## Elenco
- María Abadi
- Luis Machín
- Silvia Kalfaián
- Juan West
- Lucrecia Blanco